# Gunnhildr konungamóðir
Gunnhildr konungamóðir (del nórdico antiguo: Gunnhild, madre de reyes), también Gunnhild Gormsdóttir (en referencia a su presunto padre Gorm el Viejo, según fuentes) o alternativamente, Gunnhild Özurardóttir (en referencia a otro presunto padre Ozur Toti, según fuentes, 902 - 970) es un prolífico personaje de la protohistoria escandinava que aparece en diversas sagas nórdicas: Fagrskinna, Saga de Egil Skallagrímson, saga de Njál y Heimskringla y sagas islandesas entre la que destaca Landnámabók, según las cuales fue reina consorte de Eirík Hacha Sangrienta, rey de Noruega. No obstante, muchos aspectos en la vida de Gunnhildr se contradicen según las fuentes, incluso su controvertido parentesco que ha sido un asunto de árduo debate entre historiadores, quienes mayoritariamente resaltan, que las posibles diferencias se deben a la influencia de los islandeses y su profunda hostilidad hacia el rey Eirík y su consorte. Las sagas resaltan que Harald I de Noruega unificó el país a sangre y fuego y que su heredero tampoco le importó mucho derramar incluso la sangre de sus propios hermanos aunque poco después se vieron forzados al exilio en las Orcadas, Jórvik y Dinamarca. Varios de sus hijos gobernaron Noruega y sus territorios a finales del siglo X.

## Historia Norvegiae
Historia Norvegiae (siglo XII), asume que Gunnhildr era hija de Gorm el Viejo, rey de Dinamarca, y que Eirík y Gunnhildr se encontraron por primera vez en un festejo que ofreció Gorm. Los historiadores modernos dan por buena esta versión, la unión de dos casas reales como los Ynglings noruegos y la casa real danesa (que proclamaban ser descendientes de Ragnar Lodbrok) en un proceso de consolidación de sus respectivas naciones. Eirík era fruto de la unión de Harald y Ragnhild, una princesa de Jutlandia. La supuesta ascendencia de Gorm en referencia a Ragnar aparece en Ragnarssona þáttr (§§ 3–4); aunque en esta ocasión la mayoría de historiadores, consideran la información confusa y poco fiable. Gwyn Jones es quien incide más fervientemente en identificar a Gunnhildr como hija del rey Gorm, haciendo referencia a las historias sobre su origen en Halogaland y el tutelaje por hechiceros sami como argumento de la hostilidad islandesa hacia la reina consorte y su marido Eirík.

## Sagas
Heimskringla afirma que Gunnhildr era hija de Ozur Toti, un hersir de Halogaland, y la Saga de Egil Skallagrímson, lo corrobora:
Eirik se enfrentó en gran batalla en Dvina Septentrional (Bjarmaland), consiguiendo una gran victoria como así testimonian los escaldos contemporáneos y sus poemas. En la misma expedición fue cuando conoció a Gunnhild, hija de Ozur Toti, y se la llevó consigo a su hogar.
Gwyn Jones, no obstante, considera que la mayoría de registros sobre Gunnhildr procedente de fuentes islandesas son pura ficción, pero tanto Theodoricus Monachus como Ágrip af Nóregskonungasögum reportan que Gunnhildr estuvo en la corte de Harald Blåtand tras la muerte de Eirík, y el rey danés le ofreció matrimonio; si este testimonio es correcto, la identificación Gunnhildr como hermana de Harald (hijo de Gorm el Viejo) es discutible.
Heimskringla también relata que Gunnhildr vivió cierto tiempo con los sami de quien aprendió la magia de dos hechiceros del seid, quienes a cambio solicitaban favores sexuales, lo que le indujo a seducir a Eirík que regresaba de una incursión en Bjarmaland e incitarle a matarlos. Eirík se la llevó a Noruega y manifesto su intención de casarse con ella. Fagrskinna, obra más antigua, simplemente cita que Eirík conoció a Gunnhild durante una expedición, y que ella era «hija adoptiva y educada <...> en la corte de Mǫttull, rey de los sami fineses». La estancia de Gunnhild con los sami, según la historiadora Marlene Ciklamini, es una fábula creada para inculpar a la reina consorte como la causa de todos los males del gobierno de Eirík.

## Reina consorte

### Muerte de los hermanos de Eirík y exilio
Las sagas citan a varios hijos, fruto del matrimonio entre Gunnhildr y Eirík: Bjorn Gamle, el mayor; Guthorm, Harald, Ragnfred, Ragnhild, Erling, Gudrod y Sigurd Sleva. La saga de Egil menciona a otro hijo, llamado Rögnvald, pero se desconoce si puede ser uno de los hijos mencionados en Heimskringla o fruto de otra relación de Eirík (o incluso de Gunnhildr).
Gunnhildr tuvo reputación de völva (hechicera). Antes de la muerte de Harald I de Noruega, Halfdan Haraldsson el Negro, medio hermano de Eirík, murió en extrañas circunstancias y Gunnhildr fue sospechosa de haber «sobornado a una bruja para envenenarle.» Poco después, Harald murió y Eirík consolidó su poder en todo el país, iniciándose un proceso de acoso y derribo contra sus hermanos, instigado por Gunnhildr, con el resultado de cuatro de ellos muertos, comenzando por Bjørn Farmann y más tarde Olaf y Sigrød en el campo de batalla, cerca de Tønsberg. Como resultado del gobierno tiránico de Eirík, aparentemente exagerado en las sagas, Eirík fue expulsado de Noruega cuando los nobles se posicionaron a favor de Haakon el Bueno.

### Orcadas, Jórvik y muerte de Eirík
Según las sagas islandesas, Eirík, su familia y séquito se dirigieron a las Orcadas donde permanecieron varios años. Durante ese periodo, Eirík fue reconocido como "Rey de las Orcadas" por sus vasallos de facto, los jarls Arnkell y Erlend Einarsson. Posteriormente se dirigieron a Jórvik, cuando aceptaron la invitación de Wulfstan, arzobispo de York, gobernó el norte de Inglaterra. Según la Saga de Haakon el Bueno, fue el rey  Athelstan quien asignó a Eirík como gobernador de Jórvik, pero se considera cronológicamente problemático ya que Athelstan murió en 939. Ashley, entre otros, proponen que Eirík recibió el beneplácito real pero que no se hizo efectivo hasta más tarde. El rey y su consorte recibieron el bautismo cristiano en Jórvik.
Tras la muerte de Eirík en la batalla de Stainmore (954), los supervivientes informaron de la derrota y la pérdida de Jórvik a Gunnhildr y sus hijos en Northumbria, por lo que tomaron consigo todo lo que pudieron y regresaron a las Orcadas, donde todavía recibían tributo del nuevo jarl, Thorfinn Hausakljúfr.
A partir de aquí, Gunnhildr toma protagonismo y decide casar a su hija Ragnhild con el hijo del jarl, Arnfinn, y parte hacia Dinamarca con sus hijos varones. Ragnhild, fiel espejo de su madre según la saga Orkneyinga, sería culpable de la muerte de su marido Arnfinn, casó con su hermano Havard Thorfinnsson y tras enviudar otra vez por extrañas circunstancias, casó con un tercer hermano, Ljot Thorfinnsson.

### Egill Skallagrímsson
Gunnhildr era el némesis de Egill Skallagrímsson, como se refleja en su saga y poemas que la presentan de una forma particularmente negativa. Egil conoció a Eirík cuando su hermano mayor, Thorolf amigo del entonces príncipe, le presentó. Era un periodo de entendimiento con ambos cónyuges, Eirik y Gunnhildr. Pero durante un viaje a Noruega hacia 930, Egil tuvo una disputa con algunos miembros de la corte real, entre los cuales se encontraba Bárðr de Atley a quien mató tras una afrenta y que pertenecía al  clan familiar de Gunnhildr. Gunnhildr mandó a dos hermanos para asesinar a Egil y Thorolf, pero Egil los mató en un enfrentamiento, incrementando la sed de venganza de la reina.
Eirík declaró a Egil prófugo en Noruega. Berg-Önundr se encargó de reunir una partida de hombres para capturar al fugitivo, pero murió en su intento también en manos de Egil. Durante su huida también se enfrentó y mató a uno de los hijos de Eirík, Rögnvald y agotada la paciencia hizo uso de un ritual mágico (níðstöng) con una maldición, condenando a los monarcas al exilio, como así ocurrió.
El último encuentro entre Egil y Gunnhildr fue alrededor de 948 en Jorvik. La nave de Egil naufragó en Inglaterra con tan mala fortuna que fue capturado por Eirík que lo condenó a muerte, pero Egil, un consumado escaldo compuso un drápa llamado Höfuðlausn alabando la figura real en la víspera de su ejecución, pese a que según la saga fue persistentemente interrumpido por un pájaro mientras lo compuso que, presumiblemente era Gunnhildr disfrazada con su magia. Eirík perdonó su vida contra los deseos de Gunnhildr.

## Madre de reyes

### Dinamarca

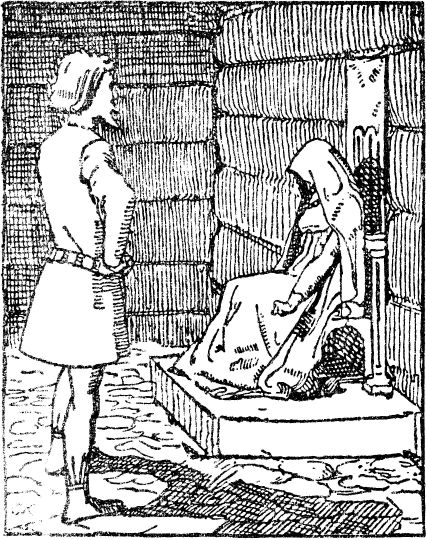
Gunnhildr recibe la noticia de la muerte de Eirík. Ilustración de C. Krohg.

Tras la muerte del rey Eirík, Gunnhildr y sus hijos se refugiaron en la corte de Harald Blåtand en Roskilde. Harald pudo ser hermano o medio hermano de Gunnhildr. La tradición escáldica ascribe a Gunnhildr la petición de componer el poema Eiríksmál en honor a su marido muerto en combate.
En Dinamarca,  Harald Blåtand se convierte en protector y padre adoptivo de Harald Eiríkson y sus hermanos reciben propiedades y títulos. El rey Harald se vio envuelto en una guerra contra Haakon el Bueno y posiblemente hizo uso de la figura reivindicativa de Gunnhildr y sus hijos contra el rey noruego. Gamle Eriksson murió en el campo de batalla en el año 960.

### Noruega
Gunnhildr regresó triunfante  a Noruega cuando los hijos que todavía permanecían vivos mataron al rey Haakon en la batalla de Fitjar (961). Irónicamente, aunque la victoria fue de las tropas de Haakon, su muerte provocó un vacío de poder que aprovechó Harald, con ayuda danesa, para tomar el poder. Es en este periodo cuando Gunnhildr recibe el apodo de konungamóðir, o «Madre de Reyes». Durante el reinado de Harald Greyhide, Gunnhildr domino prácticamente la corte;  según Heimskringla ella se «involucró mucho en los asuntos del país». Los hijos de Gunnhildr siguieron la misma política tiránica del difunto Eirík, enfrentados y asesinando a muchos jarls y reyes vikingos de los territorios noruegos, apoderándose de sus propiedades. La hambruna, posiblemente causa de dichas campañas, se extendió por el reino de Harald.
Entre los asesinados (hacia 963) estaba el influyente Tryggve Olafsson, cuya viuda Astrid Eiriksdotter escapó con su hijo Olaf Tryggvason y se refugió en Suecia, para luego partir hacia Gardariki donde le esperaba su hermano. Según Heimskringla, la trágica huida provocada por la persecución de Gunnhildr y el rey Harald tuvo unas consecuencias desastrosas, aunque Olaf llegaría a ser rey de Noruega.
Gunnhildr fue amante y apoyaba a un islandés llamado Hrut Herjolfsson, que pertenecía al hird de Harald. La relación se consideró escandalosa e inapropiada debido a la diferencia de edad y Gunnhildr no escondía muestras de afecto en público normalmente reservadas a matrimonios. Hrut compartía morada en la misma habitación de la reina madre. La saga de Laxdoela menciona el profundo amor que sentía por el joven:
Gunnhild, la reina, le amaba tanto que no había otro igual entre la guardia [hird], ni en conversación ni en ninguna otra cosa. Incluso cuando le comparaba con otros, y si mencionaban a nobles, los hombres podían entrever que Gunnhildr pensaba que en el fondo debía haber pensamientos sin sentido, o incluso envidia, si cualquier hombre se comparaba con Hrut.
La reina ayudó a Hrut a tomar posesión de una herencia, para lo cual no tuvo remordimientos de planear la muerte de un hombre llamado Soti a manos de un sirviente llamado Augmund y su hijo Gudrod. Cuando Hrut regresó a Islandia, Gunnhildr le obsequió con numerosos regalos, pero le maldijo con priapismo cuando supo que su amante estaba comprometido con Unn, hija del lagman Mord Sighvatsson, y fue motivo de divorcio.
Gunnhildr también mostró debilidad y afecto por Ólafur pái Höskuldsson, otro islandés y sobrino de Hrut, que visitó Noruega tras el regreso de su tío al continente. Ella le recomendaba los mejores lugares y artículos para el éxito de sus expediciones comerciales.

### Nuevo exilio y muerte
Håkon Sigurdsson, jarl de Lade, confabuló la muerte del rey Harald Greyhide hacia 971 con el beneplácito de Harald Blåtand, quien había invitado a su ahijado a Dinamarca con la excusa de ser agraciado con un nuevo feudo. A partir de ahí se inicia una guerra civil, un bando encabezado por Haakon Jarl y otro bando con los hijos de Gunnhildr y Eirík. La victoria fue de Haakon Jarl y de nuevo Gunnhildr tuvo que exiliarse con los hijos supervivientes, Gudrod y Ragnfred. De nuevo regresaron a las Orcadas e impusieron su gobierno sobre el jarl Thorfinn. No obstante, en esta occasion parece que el interés de Gunnhild se mantuvo en lograr recuperar el gobierno noruego que no un lugar donde vivir en paz; sus hijos usaron el archipiélago como base para sus incursiones bélicas contra los intereses de Haakon Jarl.
Según la saga Jomsvikinga, Gunnhildr regresó a Dinamarca hacia 977 pero fue asesinada por orden de Harald Blåtand ahogada en una turbera. Ágrip af Nóregskonungasögum e Historia de Antiquitate Regum Norwagiensium de Theodoricus Monachus corroboran esta versión.

## La mujer de Haraldskær

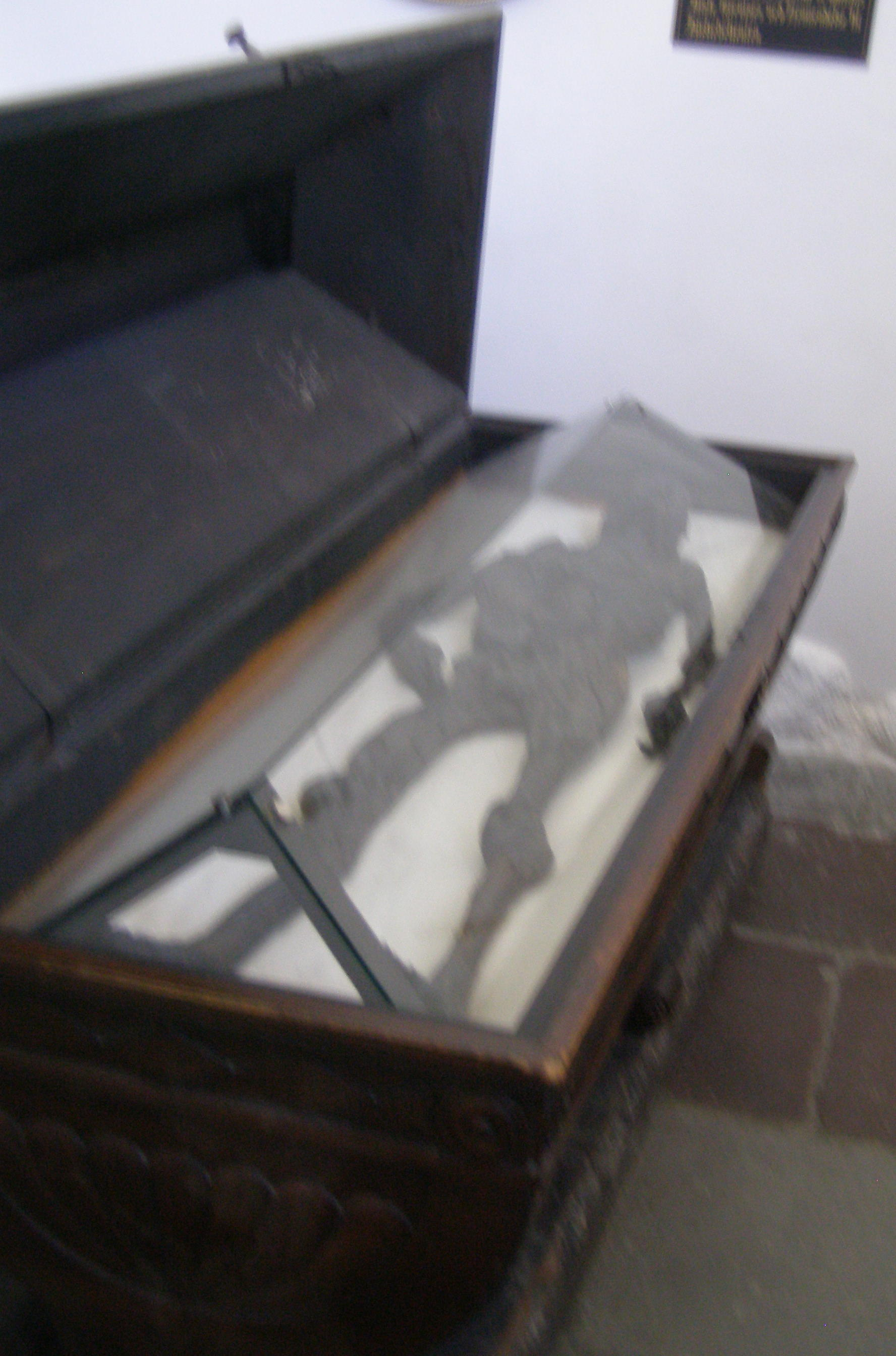
La mujer de Haraldskær en un cofre acristalado, Vejle, Dinamarca

En 1835 se encontró el cuerpo momificado de una mujer, la mujer de Haraldskær, en Jutlandia. Por la versión de algunas fuentes y forma en que murió la reina consorte, en un principio se pensó que pudo ser Gunnhildr. El convencimiento fue tal que incluso el rey Federico VI de Dinamarca mandó elaborar un sarcófago de madera para guardar su cuerpo, lo que ayudó a conservalo a diferencia de otros descubrimientos como el hombre de Tollund, que prácticamente fue destruido y solo se conservó la cabeza. Más tarde la datación por radiocarbono demostró que la momia perteneció a una persona que vivió en el siglo VI a. C. y no podía ser Gunnhildr.

## Literatura moderna
Gunnhild aparece como villana en la novela de Robert Leighton Olaf the Glorious (1934), una biografía ficticia sobre Olaf Tryggvason. También es personaje principal de la novela Madre de ReyesKings (2003) de Poul Anderson y en la obra The Soul Thief (2002) de Cecelia Holland. Y aparece mencionada en The Demon of Scattery (1979) de Poul Anderson y Mildred Downey Broxon.